# Lupinus venezuelensis
Lupinus venezuelensis är en ärtväxtart som beskrevs av Charles Piper Smith. Lupinus venezuelensis ingår i släktet lupiner, och familjen ärtväxter. Inga underarter finns listade i Catalogue of Life.